# Deltobotys citrodoxa
Deltobotys citrodoxa is een vlinder van de familie van de grasmotten (Crambidae). De wetenschappelijke naam van deze soort is voor het eerst voorgesteld als Loxostege citrodoxa door Edward Meyrick in een publicatie uit 1936.
De soort komt voor in Venezuela.